# Lijst van Stolpersteine in Landgraaf
De lijst van Stolpersteine in Landgraaf geeft een overzicht van de gedenkstenen die in de gemeente Landgraaf in de Nederlandse provincie Limburg zijn geplaatst in het kader van het Stolpersteine-project van de Duitse beeldhouwer-kunstenaar Gunter Demnig.
Stolpersteine zijn opgedragen aan slachtoffers van het nationaalsocialisme, al diegenen die zijn vervolgd, gedeporteerd, vermoord, gedwongen te emigreren of tot zelfmoord gedreven door het nazi-regime. Demnig legt voor elk slachtoffer een aparte steen, meestal voor de laatste zelfgekozen woning.
Omdat het Stolpersteine-project doorloopt, kan deze lijst onvolledig zijn.

## Stolpersteine
In de gemeente Landgraaf liggen zes Stolpersteine: drie in Nieuwenhagen en drie in Rimburg.

### Nieuwenhagen
In Nieuwenhagen liggen drie Stolpersteine op een adres.
| Afbeelding | Inscriptie                                                                                       | Adres      | Herdachte persoon                    |
| ---------- | ------------------------------------------------------------------------------------------------ | ---------- | ------------------------------------ |
|            | HIER WOONDE BEREK KNIEBERG GEB. 1893 GEDEPORTEERD 25.5.1943 VERMOORD 28.5.1943 SOBIBOR           | Hereweg 99 | Berek Knieberg (1893–1943)           |
|            | HIER WOONDE LEO KNIEBERG GEB. 1930 GEDEPORTEERD 25.5.1943 VERMOORD 28.5.1943 SOBIBOR             | Hereweg 99 | Leo Knieberg (1930–1943)             |
|            | HIER WOONDE CHANNA KNIEBERG-POLAWSKI GEB. 1895 GEDEPORTEERD 25.5.1943 VERMOORD 28.5.1943 SOBIBOR | Hereweg 99 | Channa Knieberg-Polawski (1895–1943) |

### Rimburg
In Rimburg liggen drie Stolpersteine op een adres.
| Afbeelding | Inscriptie                                                                                       | Adres                | Herdachte persoon                     |
| ---------- | ------------------------------------------------------------------------------------------------ | -------------------- | ------------------------------------- |
|            | HIER WOONDE SALLY SCHOEMANN GEB. 1884 GEDEPORTEERD 25.8.1942 VERMOORD 7.5.1943 SOBIBOR           | Broekhuizenstraat 43 | Sally Schoemann (1884–1943)           |
|            | HIER WOONDE WALTER SCHOEMANN GEB. 1909 GEDEPORTEERD 25.8.1942 VERMOORD 21.5.1943 SOBIBOR         | Broekhuizenstraat 43 | Walter Schoemann (1909–1943)          |
|            | HIER WOONDE JULIANNE SCHOEMANN-ISRAEL GEB. 1887 GEDEPORTEERD 25.8.1942 VERMOORD 7.5.1943 SOBIBOR | Broekhuizenstraat 43 | Julianne Schoemann-Israel (1887–1943) |

## Data van plaatsingen
- 17 juni 2017: Nieuwenhagen, drie Stolpersteine op Hereweg 99; Rimburg, drie Stolpersteine op Broekhuizenstraat 43